# Stefano Donagrandi
Stefano Donagrandi, född den 1 september 1976 i Brescia, Italien, är en italiensk skridskoåkare.
Han tog OS-guld i herrarnas lagtempo i samband med de olympiska skridskotävlingarna 2006 i Turin.